# Alfons Rimmele
Alfons Rimmele (* 20. März 1910 in Kreenried; † 27. Juli 1993 in Ludwigsfeld (Neu-Ulm)) war ein deutscher Politiker (CDU).

## Leben
Rimmele war Ingenieur. Er war Besitzer der Ziegelei in Illerkirchberg.
Nach dem Krieg trat Rimmele der CDU bei. Bei der Landtagswahl in Baden-Württemberg 1960 kandidierte er als Ersatzkandidat von Heinrich Stooß im Wahlkreis Ulm-Land. Nachdem Stooß sein Mandat niedergelegt hatte, rückte Rimmele am 3. Januar 1962 für ihn in den Landtag von Baden-Württemberg nach. Er gehörte dem Landtag bis zum Ende der Legislaturperiode im April 1964 an.